# International Telecommunication Union, Telecommunication standardization sector
ITU-T eller International Telecommunication Union, Telecommunication standardization sector er et standardiseringsorgan for dataprotokoller. ITU-T er tidligere kendt som CCITT.